# Aspen Hill (Maryland)
Aspen Hill est une census-designated place située dans le comté de Montgomery, dans l’État du Maryland, aux États-Unis. Lors du recensement de 2020, elle comptait 51 063 habitants.